# Cheilosia chintimini
Cheilosia chintimini är en tvåvingeart som först beskrevs av Jon C. Lovett 1921.  Cheilosia chintimini ingår i släktet örtblomflugor, och familjen blomflugor.
Artens utbredningsområde är Oregon. Inga underarter finns listade i Catalogue of Life.